# Vil·la Adauta
Vil·la Adauta és una obra del municipi de la Garriga (Vallès Oriental) inclosa en l'Inventari del Patrimoni Arquitectònic de Catalunya.

## Descripció
Habitatge unifamiliar aïllat de composició simètrica, consta de planta baixa i dos pisos. Parets estucades i obertures encerclades amb vessant d'aigua. A la planta baixa les finestres laterals estan partides per una pilastra. Les impostes ceràmiques i la cornisa perimetral estan tallades pel cos central i aquest apareix coronat per una espadanya escalonada on hi ha la inscripció «Villa Adauta». Les entrepilastres dels permòdols estan estucades amb motius geomètrics.

## Història
L'any 1900 el mestre d'obres Tomàs Nualart va reformar el reixat i afegí el pòrtic d'entrada. L'any 1913 s'edificà una planta baixa i pis al costat del límit sud. Com a element característic cal destacar que es va revestir quasi tot l'edifici amb rajola blava.